# Skład Kancelarii Prezydenta Wojciecha Jaruzelskiego
Kancelarii Prezydenta PRL/RP Wojciecha Jaruzelskiego (od 19 lipca 1989 do 22 grudnia 1990)
Szef Kancelarii Prezydenta
- Michał Janiszewski (PZPR) – szef Kancelarii Prezydenta od 19 lipca 1989 do 22 grudnia 1990

Zastępca szefa Kancelarii Prezydenta
- Kazimierz Małecki (PZPR, bezp.) – zastępca szefa Kancelarii Prezydenta od grudnia 1989 do 22 grudnia 1990

Ministrowie stanu
- Józef Czyrek (PZPR, bezp.) − Minister stanu od sierpnia 1989 do 22 grudnia 1990
- Józef Kozioł (ZSL, PSL) − Minister stanu od 1 listopada 1989 do 22 grudnia 1990
- Piotr Nowina-Konopka (z rekomendacji NSZZ „Solidarności”) − Minister stanu od 1 listopada 1989 do 22 grudnia 1990

Rzecznik prasowy
- Włodzimierz Łoziński – rzecznik prasowy Prezydenta od 17 sierpnia 1989 do 22 grudnia 1990